# 矢矧 (防護巡洋艦)
|          |                                                                        |
| 艦歴     |                                                                        |
| 計画     | 明治40年度補充艦艇費                                                   |
| 発注     | 1909年8月28日契約                                                      |
| 起工     | 1910年6月20日                                                          |
| 進水     | 1911年10月3日                                                          |
| 竣工     | 1912年7月27日                                                          |
| 除籍     | 1940年4月1日                                                           |
| その後   | 1947年 解体                                                            |
| 要目     |                                                                        |
| 排水量   | 常備：5,000t                                                           |
| 全長     | 144.8 m / 134.1m（垂線間長）/140.5m（水線長）                          |
| 最大幅   | 14.2m                                                                  |
| 吃水     | 5.1m                                                                   |
| 機関     | イ号艦本式缶混焼式16基 パーソンズ式直結タービン2基 4軸推進、22,500馬力 |
| 速力     | 26.0kt                                                                 |
| 航続距離 |                                                                        |
| 燃料     | 重油300トン、石炭1,000トン                                             |
| 乗員     | 414名                                                                  |
| 兵装     | 45口径15.2cm単装砲8門 40口径7.6cm単装砲4門 45.7cm水上魚雷発射管3門     |
| 装甲     | 舷側：89mm 甲板水平部：22mm 甲板傾斜部：57mm 司令塔：102mm             |
| 信号符字 | GQHR（竣工時） JJDA（1933年～）                                        |

矢矧（やはぎ）は、日本海軍の二等巡洋艦（軽巡洋艦）。
日本海軍における最初期の軽巡洋艦である。
一般的には、筑摩型防護巡洋艦の2番艦とされる。
日本海軍の法的な類別は、筑摩型巡洋艦（二等巡洋艦）の3番艦。
艦名は、長野県から岐阜県を経て愛知県に至る「矢矧川」にちなんで名づけられた。

## 艦歴
筑摩型巡洋艦は、日本海軍の巡洋艦として初めてタービン機関を採用した。機関の実績比較検討のため、同型艦3隻（筑摩、矢矧、平戸）にはそれぞれ異なるタイプの機関を搭載している。矢矧の場合、主機はパーソンズ式蒸気タービン、4機4軸推進であった。
1909年（明治42年）12月23日、長崎三菱造船所で建造予定の呂號二等巡洋艦は部内限りで矢矧（やはぎ）と呼称される。
矢矧は1910年（明治43年）6月20日、三菱合資会社三菱造船所（現・三菱重工長崎造船所）で起工。船番208。
1911年（明治44年）10月3日午後4時25分進水。同日附で正式に矢矧と命名された。
1912年（明治45年）7月27日、竣工。同日二等巡洋艦に類別された。
1915年（大正4年）12月4日、横浜沖で挙行された御大礼特別観艦式で巡洋艦「常磐」、通報艦「満州」と共に、「矢矧」は供奉艦となる（御召艦は巡洋戦艦「筑波」）。式典では、先導艦として御召艦筑波の前を航行した。
第一次世界大戦では、南洋諸島占領作戦に参加。さらに南シナ海、インド洋、スルー海での作戦に従事した。
1917年（大正6年）11月20日、連合国艦船の護衛作戦を終えてオーストラリアのフリーマントルに入港しようとしていた矢矧に、沿岸砲から一発の砲弾が発射された。砲弾は矢矧のマストをかすめて甲板を超え海に落ちた。オーストラリア政府は、矢矧に乗り込んでいた水先案内人が適切な信号を送っておらず、警告のために砲撃したと説明し、オーストラリア総督がその後パースに停泊中の矢矧に出向いて艦長に謝罪した。
1922年（大正11年）11月12日、大正天皇皇太子（摂政宮裕仁親王、後の昭和天皇）は特別大演習統裁のため四国へ行啓する。11月13日、皇太子は神戸港で戦艦伊勢に乗艦（供奉艦は駆逐艦谷風）。翌日、香川県の高松港に上陸し、演習や各地行啓に臨んだ。
大演習や白峯陵（崇徳天皇陵）参拝などを終えた11月22日午前7時、皇太子は高松港で矢矧（艦長島祐吉大佐）に乗艦する。午前10時30分、皇太子は愛媛県今治市に上陸し、各地を行啓した。同日午後2時、皇太子は再び矢矧に乗艦し、同港を出港。その後、矢矧は愛媛県温泉郡三津浜町に移動。皇太子は戦艦伊勢艦載水雷艇を用いて上陸した。
11月24日夕刻、皇太子は戦艦伊勢に戻り、以降は伊勢を御召艦として四国行啓をおこなった（12月1日、和歌山県深山で下艦）。矢矧と谷風は、供奉艦として行動した。
1923年（大正12年）からおもに中国水域の警備活動に従事した。
1926年（大正15年）11月29日、艦艇類別等級の改定にともない「筑摩型巡洋艦」がもうけられ、矢矧は同型の3番艦となった。
1935年（昭和10年）3月27日から5月10日まで広島県呉市で開催された国防と産業大博覧会では、呂号第五十三潜水艦と共に観覧に供された。
1940年（昭和15年）4月1日に除籍され廃艦第十二号と仮称
、呉海兵団の練習船として使用された。
1943年（昭和18年）には大竹に回航し海軍潜水学校で使用し終戦を迎えた。
1947年（昭和22年）1月31日から7月8日まで笠戸ドックで解体作業を行った。

## 1918年（大正7年）の流感禍
第一次世界大戦で日本は連合国側に参戦した。日本海軍は南方方面に二等巡洋艦などを派遣し、ドイツ東洋艦隊捜索及びドイツ領南洋諸島占領に従事した。巡洋艦矢矧も1917年（大正6年）2月、呉軍港を出航し太平洋、インド洋方面で海上警備、索敵にあたっていたが、1918年（大正7年）10月、軍艦千歳との交代命令に接し、オーストラリアのシドニーを出航して艦隊司令部のあったシンガポールに11月9日に入港した。交代艦の到着まで碇泊、乗組員の半舷上陸を許可した。この年は世界的にスペインかぜ（インフルエンザ）が流行し、他の艦艇にも被害者が出ていたにもかかわらず艦長の山口伝一大佐はシンガポール市街を前に乗組員を艦内に閉じ込めておくのは士気に影響すると判断したと推測される。11月30日シンガポールを出航後スペインかぜが艦内に蔓延し、感染者が増えて治療や看護も行われず食事を作る烹炊員もいなくなって食事は飯と塩だけになるなど凄惨な状況になった。12月5日にマニラへ入港したが、揚錨機を扱ったりタラップを降ろす乗組員さえいない有様で、来艦者は、上下甲板至る所に倒れてうめいているという状態に「腰ヲ抜カサンバカリニ驚ク」という。12月9日普門副長死亡、10日に14名、11日に5名、12日8名、13日4名が死亡した。死亡者は艦内6名病院42名の48名に及んだ（便乗者を含む乗員469名のうち）。1921年（大正10年）1月19日に郊外サンペドロ・マカチの英国人墓地に石造高さ一丈六尺の「在馬尼剌軍艦矢矧病没者墓碑」が建設され、墓碑銘が刻まれ、同日納骨式が行われた。このほか、矢作神社への写真額の奉納（1920年（大正9年）5月27日）、分霊の艦上安置（1920年9月7日）、1/100模型の奉納（1921年10月末）と乗組員全員の参拝も実施された。なお、昭和１２年3月４日、呉海軍墓地内に残存有志の手により「軍艦矢矧殉職者之碑」が建立された。この碑は昭和４８年「墓碑資格審査」に基づき、表の題字と裏の金属板がはがされ、昭和５７年、題字のみ復元された。裏の金属板の文章は記録がないとされてきたが、「呉新聞」の記事に全文と思われるものが掲載されており、復元設置が望まれる。また矢作神社の分霊が矢矧艦上に安置されたのは、海軍内でもさきがけであり、こののち艦内神社が海軍全体に広まったといわれている。

## 奉納模型
愛知県の矢作神社 (岡崎市)には、ガラスケースに入った1／100の奉納模型が現存する。これは大正10年（1921）4月5日、6日の両日、蒲郡港に停泊中の同艦から全乗組員が半舷上陸により同神社に参拝した記念として、乗組員の手で作成、同年１０月末に奉納されたものである。全乗組員の参拝は大正11年（1922）４月4日、5日、大正14年（1925）にも知多郡武豊港に碇泊中に行われている。このほか大正9年（1920）5月27日付けの奉納写真額、2回分の参拝要領、艦長の名刺、新聞記事などの資料が巻子装資料で保存されている。なお明治44年（1911）10月3日の長崎三菱造船所の進水紀念絵葉書3点と矢作神社参拝の折に発行された『矢作の栞』（16Ｐ19ｃｍ）は岡崎市立中央図書館に所蔵されており、後者はデジタルアーカイブで公開されている。

## 菊の御紋章
軍艦矢矧の艦首を飾っていた「菊の御紋章（１６弁八重）」が現存する。所在は「大阪護國神社」の本殿で、鉄のフレームに取り付けて展示されている。大きさは直径約75ｃｍ厚さ約7ｃｍの木製で、金色（金箔？）をしている。裏面の墨書には「大日本軍艦やはぎ之御紋章」、「此の御紋章は大東亜戦争中大阪國防館に下賜相成しを昭和二十年八月十五日終戦と同時に大阪護國神社江奉納せられ翌年二十一年八月仝神社より拝領せるもの也」、「今井嘉一郎」とある。この紋章は、昭和15年4月1日に除籍された時点で艦から取り外され、何らかの経緯で「大阪國防館」に下賜され、「大阪國防館」が大阪空襲で全焼する前にどこかに保管されたものを、終戦と同時に「大阪護國神社」に奉納されたもので、当時神職であった今井嘉一郎氏によって、進駐軍に没収されることを恐れ保管されてきたものを、平成27年以降御子息の手により返還されたもの。防護巡洋艦「矢矧」の艦首はとがっており、艦首先端の左右それぞれに菊の御紋章が取り付けられていた。伝承では右側のものと言われている。全国的に見ても数少ない珍しい遺物である。

## 艦長
※『日本海軍史』第9巻・第10巻の「将官履歴」及び『官報』に基づく。階級は就任時のもの。
- 小林恵吉郎 大佐：1912年4月20日 - 1912年12月1日

兼海軍艦政本部艤装員（1912年4月20日 - 1912年7月31日）
兼佐世保海軍工廠艤装員（1912年7月31日 - 1912年8月31日）
- 山岡豊一 大佐：1912年12月1日 - 1913年12月1日
- 阪本則俊 大佐：1913年12月1日 - 1914年5月6日
- 長鋪次郎 大佐：1914年5月6日[31] - 1915年2月1日[32]
- 島内桓太 大佐：1915年2月1日 - 1915年12月13日
- 内田虎三郎 大佐：1915年12月13日 - 1916年12月1日
- 宮治民三郎 大佐：1916年12月1日 - 1917年12月1日
- 山口伝一 大佐：1917年12月1日 - 1918年12月1日
- 小倉嘉明 大佐：1918年12月1日 - 1919年10月1日
- 藤村昌吉 大佐：1919年12月1日[33] - 1919年12月15日死去[34]
- 高倉正治 大佐：1919年12月18日[35] - 1920年12月1日[36]
- 常松憲三 大佐：1920年12月1日[36] - 1921年4月14日[37]
- 左近司政三 大佐：1921年4月14日 - 1921年11月20日
- 島祐吉 大佐：1921年11月20日 - 1922年12月1日
- 益子六弥 大佐：1922年12月1日- 1924年12月1日
- 山本土岐彦 大佐：1924年12月1日[38] - 1925年4月20日[39]
- 相良達夫 中佐：1925年4月20日 - 1925年12月1日
- 河村儀一郎 大佐：1925年12月1日 - 1926年11月1日
- 辺見辰彦 大佐：1926年11月1日[40] - 1927年12月1日[41]
- 池中健一 大佐：1927年12月1日 - 1928年12月10日
- 小籏巍 大佐：1928年12月10日[42]　- 1929年5月1日[43]
- 井上勝純 大佐：1929年5月1日[43] - 1929年11月30日
- 増島忠雄 大佐：1929年11月30日[44] - 1930年11月15日[45]
- 水戸春造 大佐：1930年11月15日 - 1931年5月15日
- 岩村清一 大佐：1931年5月15日 - 1931年12月1日
- 井上保雄 大佐：1931年12月1日 - 1932年12月1日

## 同型艦
- 筑摩 [I] - 平戸 [I]